# 極東黒社会
『極東黒社会 DRUG CONNECTION』（きょくとうくろしゃかい）は、1993年に公開された東映東京撮影所製作、東映配給による日本映画。R指定。
東映従来のヤクザ路線だけではなく、香港マフィアを題材にした第一作。

## ストーリー
元フランス外人部隊という経歴をもつフリーのスマグラーである加納（役所）は独自の方法で海外よりコカインを持ち込み日本国内で売りさばいていた。日本・香港・台湾のヤクザ組織が新宿の覇権を争い、香港の組織が、日本進出を目論むイタリアマフィアと手を組んだ。加納は一人の日系アメリカ人ラリー・マツダ（ショー）と接触するが、彼はニューヨーク市警の潜入捜査官という事を知る。

## キャスト
- 加納亮介 - 役所広司
- 江口信久 - 近藤真彦
- ラリー・マツダ - ショー・コスギ
- 立石勝三 - 中条きよし
- 洪炎生 - ジミー・ウォング
- ウェイ・ウェイ - 林偕文
- リン・クァン - 欧陽龍
- スーザン・ダーレル - ジェシカ・ランスロット
- 畑山路代 - 北原佐和子
- 水島健吾 - 長倉大介
- 小泉朝子 - 斉藤レイ子
- 伊落卯木
- 賀川耀子
- 安西久美 - 佐野アツ子
- 伊原信一
- 南雲勇助
- 杉崎浩一
- 堀田真三
- 周克元 - 奥野匡
- 睦五朗
- 金子研三
- でんでん
- 佐原健二
- 菅貫太郎
- レオ・メンゲッティ
- カ・テンセイ
- サムエル・ボップ
- フィリップ・シルバースティン
- ロバート・マリウス

ほか

## スタッフ
- 製作・配給：東映
- 企画：天尾完次
- プロデューサー：横山和幸、稲葉清治
- 監督：馬場昭格
- 挿入歌：東京スカパラダイスオーケストラ「山」「いつかどこかで」
- 脚本：松本功
- 原作：上之二郎、平川輝治
- 撮影：加藤雄大
- 音楽：埜邑紀見男
- 技斗：國井正廣
- 刺青：栩野幸知
- カースタント：カースタントTAKA
- ガンエフェクト：BIGSHOT
- 特殊メイク：原口智生、織田尚
- 現像：東映化学
- 製作協力：渡辺映画

## 製作・撮影
『JFK』や『氷の微笑』のような現代社会の底にある異常性をテーマとし、「東南アジアを舞台にした麻薬マフィアを描いた映画の製作を東映社長・岡田茂が指示を出したことに端を発する。ドラマ終盤ではフィリピンロケが行われ、実銃ステージガンを多用した銃撃シーンが展開された。

## 興行成績と影響
興行成績は不振に終わった。東映は「極道の妻たちシリーズ」などのアクション映画を年間3、4本程度公開していたが、ビデオ販売が好調な半面、劇場配給では不振続きで、配給収入は大半の作品が数億円にとどまり、収益の足を引っ張るようになった。本作の失敗に続き、頼みの『新極道の妻たち 覚悟しいや』の配収が4億円どまりだったことから、アクション映画の配給業務を子会社の東映ビデオに移管させた。アクション映画は東映の看板のため、業務の移管は業界に波紋を広げた。